# 厚叶茶梨
厚叶茶梨（学名：Eurya fragrans var. rubriflora）为山茶科柃属下的一个变种。

## 扩展阅读
- 維基物種上的相關：厚叶茶梨